# JFK (film)
JFK – amerykański dramat z 1991 roku w reżyserii Olivera Stone’a, którego głównym tematem jest zamach na 35. prezydenta Stanów Zjednoczonych, Johna F. Kennedy’ego.
Scenariusz filmu napisany został w oparciu o książki Jima Marrsa Crossfire: The Plot That Killed Kennedy oraz Jima Garrisona On the Trail of the Assasins.

## Obsada
| Rola                      | Aktor             |
| ------------------------- | ----------------- |
| Jim Garrison              | Kevin Costner     |
| Clay Shaw / Clay Bertrand | Tommy Lee Jones   |
| Jack Martin               | Jack Lemmon       |
| Liz Garrison              | Sissy Spacek      |
| Bill Broussard            | Michael Rooker    |
| Lee Harvey Oswald         | Gary Oldman       |
| David Ferrie              | Joe Pesci         |
| X / L. Fletcher Prouty    | Donald Sutherland |
| Numa Bertel               | Wayne Knight      |
| Senator Long              | Walter Matthau    |
| Marina Oswald             | Beata Poźniak     |
| Bill Newman               | Vincent D’Onofrio |
| prezenter TV              | Bob Gunton        |
| Leopoldo                  | Tomás Milián      |
| Earl Warren               | Jim Garrison      |
| Dean Andrews Jr.          | John Candy        |

## Nagrody
- 1992 – Oliver Stone, Złoty Glob Najlepszy reżyser
- 1992 – Robert Richardson, Oscar Najlepsze zdjęcia
- 1992 – Joe Hutshing i Pietro Scalia, Oscar Najlepszy montaż
- 1993 – Oliver Stone, Niebieska Wstążka Najlepszy film zagraniczny
- 1993 – Nagroda Japońskiej Akademii Filmowej Najlepszy film zagraniczny

## Nominacje
- 1992 – Oscar Najlepszy dźwięk
- 1992 – John Williams, Oscar Najlepsza muzyka
- 1992 – Oliver Stone, Oscar Najlepszy reżyser
- 1992 – Oliver Stone, Oscar Najlepszy film
- 1992 – Oliver Stone, Oscar Najlepszy scenariusz na podst. książki
- 1992 – Oliver Stone, Złoty Glob Najlepszy scenariusz
- 1992 – Kevin Costner, Złoty Glob Najlepszy aktor w dramacie
- 1992 – Tommy Lee Jones, Oscar Najlepszy aktor drugoplanowy
- 1992 – Zachary Sklar, Oscar Najlepszy scenariusz
- 1993 – Tommy Lee Jones, BAFTA Najlepszy aktor drugoplanowy
- 1993 – Oliver Stone, BAFTA Najlepszy scenariusz
- 1993 – Zachary Sklar, BAFTA Najlepszy scenariusz